# El Yunque (band)
El Yunque is een Belgische noiserockband uit Limburg die in 2013 werd opgericht door Kasper De Sutter en Giel Cromphout. De band werd vervolledigd met Mattias Jonniaux (drums - en met Cromphout tevens het duo Blægger) en Jules Jordens (elektronische drums).
Debuutalbum Baskenland werd uitgebracht in 2016, de opvolger Boxes verscheen een jaar later.
Voor hun debuutalbum Baskenland werkten ze samen met producer Frederik Tack.

## Discografie
- 2014 E.Y. (ep)
- 2015 Vos (ep)
- 2016 Baskenland
- 2017 Boxes